# ماري آن سوينسون
ماري آن سوينسون (بالإنجليزية: Mary Ann Swenson)‏ هي دراجة وقسيسة أمريكية، ولدت في 8 يوليو 1947 في باين بلاف في الولايات المتحدة.